# Städtisches Stadion an der Dantestraße
 (avril 2025).
Si vous disposez d'ouvrages ou d'articles de référence ou si vous connaissez des sites web de qualité traitant du thème abordé ici, merci de compléter l'article en donnant les références utiles à sa vérifiabilité et en les liant à la section « Notes et références ».
Le Städtisches Stadion an der Dantestraße, abrégé en Dantestadion est une enceinte sportive située à Munich, en Allemagne. Avec 12 000 places, c'est le quatrième plus grand stade de la ville. Il se situe dans le quartier de Gern, dans le district de Neuhausen-Nymphenburg.
Ouvert en juillet 1928, il accueille actuellement deux clubs de football américain, les Cowboys de Munich qui évoluent au deuxième niveau de la German Football League et les Rangers de Munich. Au stade se déroulent également des compétitions d'athlétisme et des matchs de football. Dans le passé, le stade avait une capacité de plus de 32 000 places. La tribune comprend outre les vestiaires également une salle de sport.

## Ouverture
La construction du stade est planifiée le 16 décembre 1925, il sera inauguré en 1928. Le stade sert principalement pour les compétitions d'athlétisme, il devait devenir le plus grand stade de Munich, mais après débats la ville décide de construire plusieurs petits stades, la capacité maximale du Dantestadion sera fixée à 32 000 places.
Pendant la période nazie, en 1937, se déroule une compétition d'athlétisme entre la France et l'Allemagne. Le Bayern Munich utilise le stade pour ses entraînements. Après le bombardement du Grünwalder Stadion, le Bayern, le TSV 1860 Munich et le FC Wacker utilisent le terrain pendant la saison 1943-1944.

## Occupation américaine
Après la deuxième guerre mondiale, l'armée américaine prend possession du stade de 1945 à 1953. Elle s'en sert pour des compétitions de baseball et de football américain. Après avoir proposé un autre terrain à l'armée, la ville rénove le stade en 1954, celui-ci devenant vieillissant.

## Stade de football
De 1963 à 1972, le stade est utilisé par le FC Wacker Munich qui évolue durant cette période deux saisons au deuxième niveau allemand.
Le 16 mars 1957, se déroule le premier match international de football féminin à Munich, entre l'équipe d'Allemagne et les Pays-bas.
Lors des Jeux olympiques d'été de 1972, le stade sert de camp d'entraînement pour l'athlétisme.
Jusqu'en 2006, le stade est également utilisé par le SV Türk Gücü Munich et la section féminine du Bayern Munich.

## Football américain
Actuellement le stade est utilisé par deux clubs de football américain, les Cowboys de Munich et les Rangers de Munich.

## Galerie

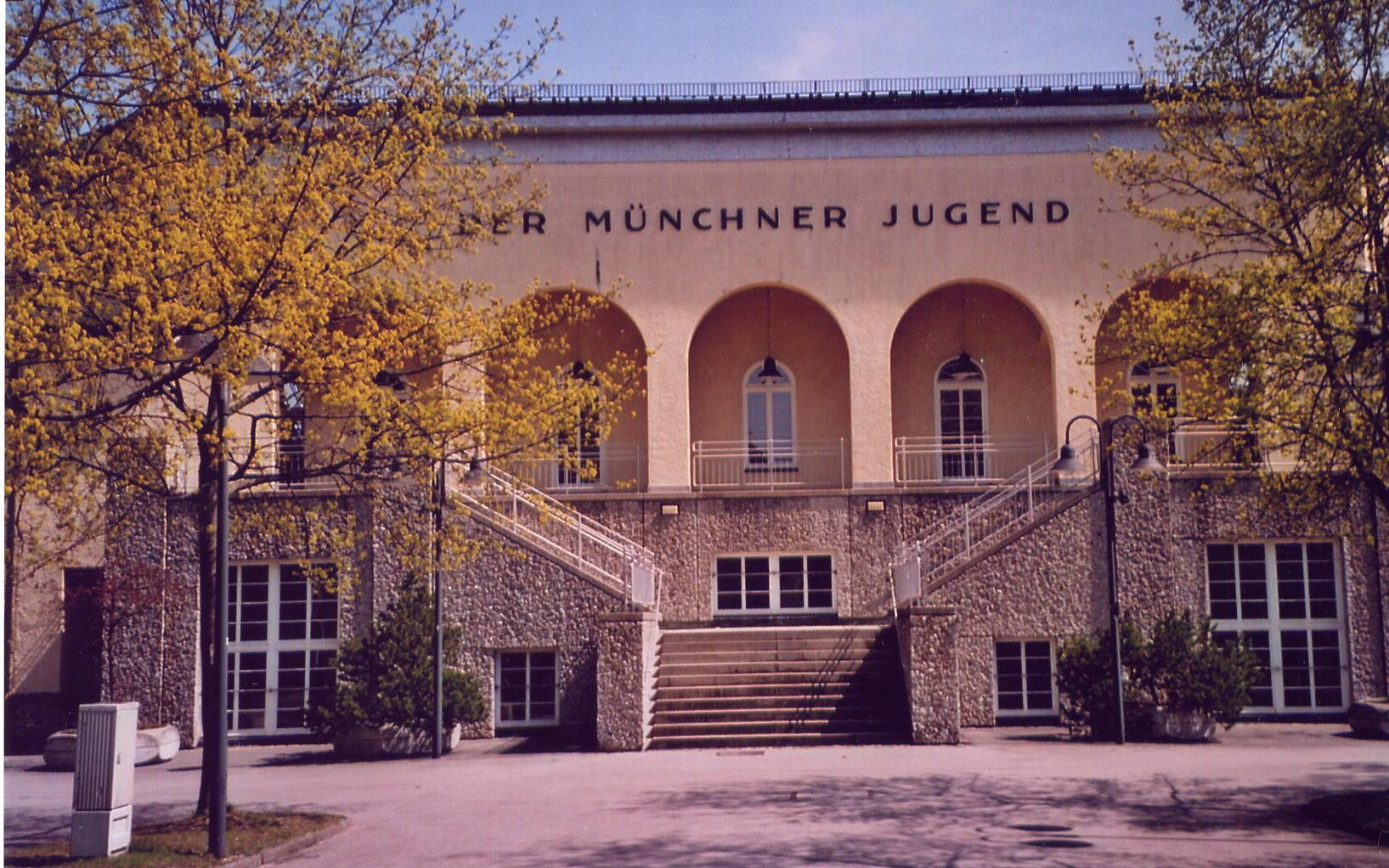
Bâtiment principal.
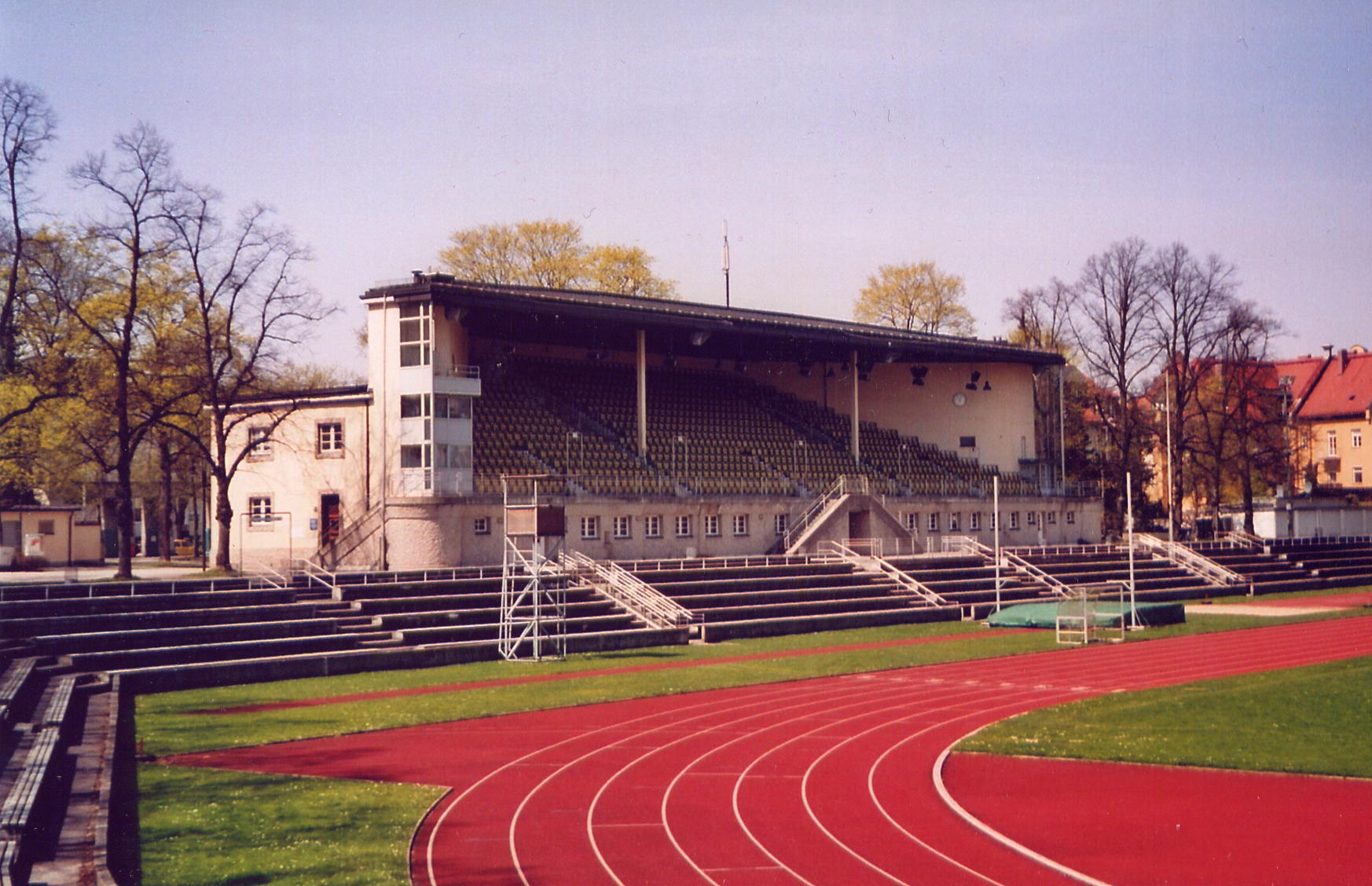
Tribune principale.
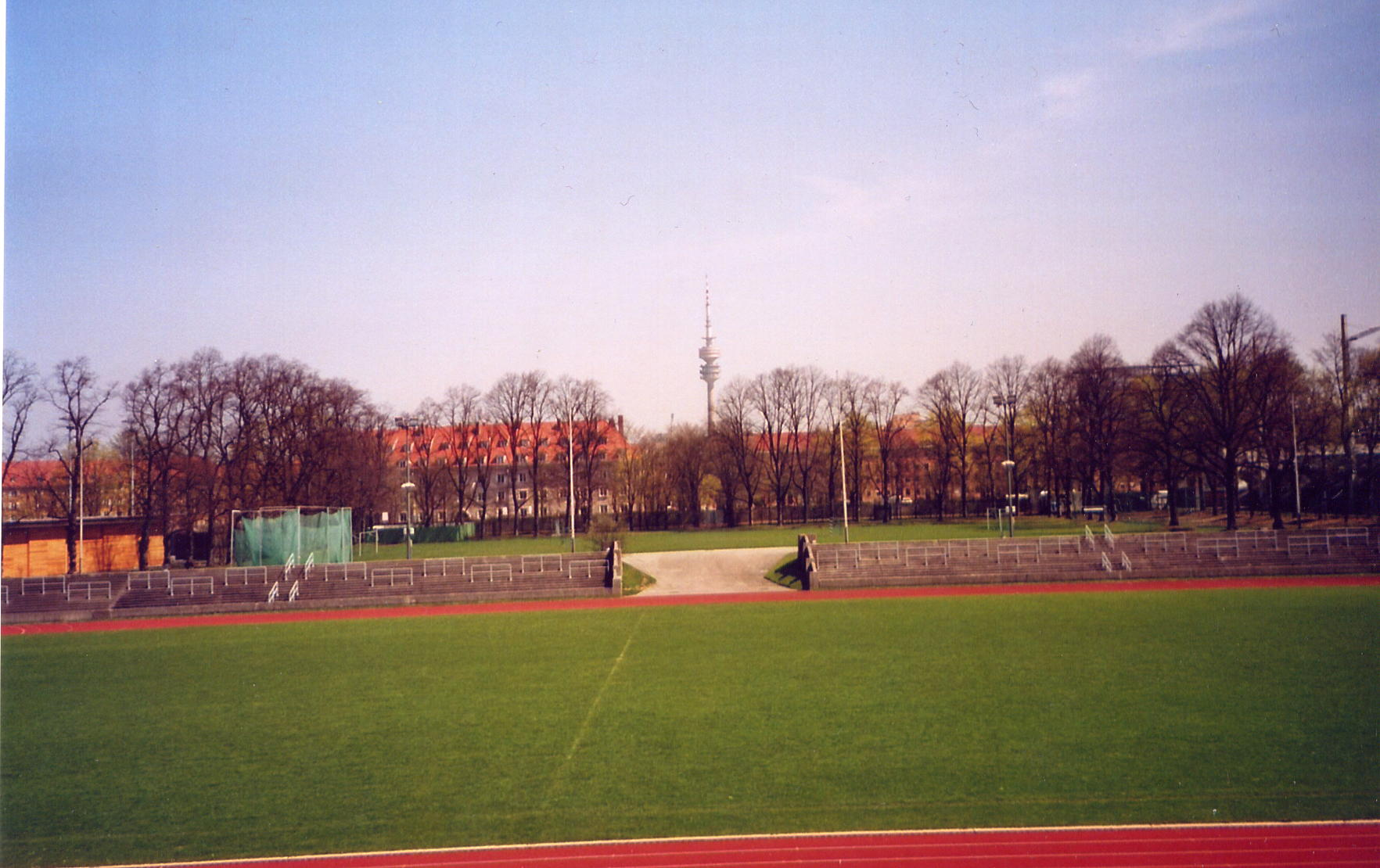
Vue de la pelouse. À l'arrière-plan, l'Olympiaturm.
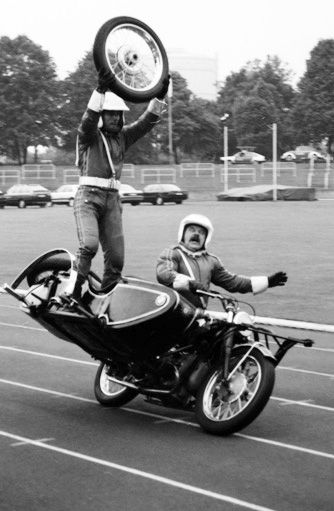
Spectacle de la police de Munich (1991).